# 価値の明確化
価値の明確化（かちのめいかくか、英語：values clarification）とは、道徳教育において、道徳的な原理や価値を教え込むのではなく、それらを獲得するための過程を支援するべきである、という立場のこと。1960年代後半から1970年代にかけてのアメリカ合衆国の教育現場で受容され、発達した。

## 概要
ラス（Louis E. Rath）・ハーミン（Merrill Harmin）・サイモン（Sidney B. Simon）は、以下の7つの「価値付けの過程」を示し、これらすべてを満たしたものを「価値」とした。
選択する
1.自由に
2.複数の選択肢から
3.各々の選択肢の結果を考慮して
尊重する
4.選択を大切に
5.自分の選択を他者に公表できるように
行為する
6.選択したことを
7.繰り返し、一貫して

## 背景
アメリカの教育学界では伝統的に本質主義と進歩主義の二大潮流があるが、価値の明確化は後者に位置付けられる。
アメリカではベトナム戦争などを契機として、価値の多様化が進み、価値の対立・混乱が生じ、普遍的な価値を教えることに支障が出始めた。これを受けて、価値そのものではなく、価値獲得の過程ならば教えることが可能であることが発見され、道徳教育で盛んに取り上げられるようになった。

## 利点と欠点
欠点としては、子どもたちが熟考して出した判断であれば、試験でカンニングすることを良しとしても認めなければならないという価値相対主義に陥ってしまったことが挙げられる。

## 価値の明確化による授業展開
- 日本における実践事例
  - 「中学校社会科における『キーワード作文』を活用した学習モデルの実践研究」藤澤和駿、『早稲田キャリア教育研究』9巻、70-79頁、早稲田キャリア教育学会、2018年3月25日。
  - 「中学校社会科における社会的・職業的自立を目指した学習モデルの開発研究 （特集 研究論文等）」[6]藤澤和駿、『進路指導 Career development guidance』92巻1号、23-31頁、日本進路指導協会、2019年3月25日。国立国会図書館。